# جامعة هونان
جامعة هونان (الصينية المبسطة: 湖南大学; الصينية التقليدية: 湖南大學; نظام بينيين: Húnán Dàxué)، تقع في تشانغشا، هونان، عضو في المشروع 985 والمشروع 211، اللذين ترعاهما وزارة التعليم الصينية بهدف الارتقاء بمستوى الجامعات الصينية على مستوى عالمي. حيث تصنف من جامعات النخبة، مع تصنيف الجامعات من الدرجة الأولى المزدوجة، وهي مبادرة حكومية كبرى لتطوير مجموعة من جامعات النخبة الصينية بشكل شامل إلى «جامعات عالمية» بحلول عام 2050.
تعد جامعة هونان واحدة من أعرق الجامعات الوطنية الرئيسية وتعتبر على نطاق واسع واحدة من أفضل 10 جامعات أبحاث هندسية في الصين. تنتمي الجامعة إلى أكبر 300 جامعة بحثية عامة شاملة في العالم بناءً على العديد من تصنيفات الجامعات العالمية الأكثر شهرة مثل التصنيف الأكاديمي لجامعات العالم وتصنيف سي دبليو تي إس لايدن.
تعد برامج الكيمياء والرياضيات والهندسة المدنية والهندسة الميكانيكية والهندسة البيئية والتصميم الصناعي وعلوم الكمبيوتر والتكنولوجيا والاقتصاد التطبيقي والتجارة الدولية وإدارة الأعمال من أقوى برامجها. يوجد بالجامعة ثمانية تخصصات في أعلى 1٪ على مستوى العالم من تصنيف مؤشرات العلوم الأساسية (ESI) الصادر عن مؤسسة كلاريفات العالمية، وتشمل تخصصات الرياضيات والهندسة الميكانيكية والفيزياء وعلوم المواد والبيولوجيا والكيمياء الحيوية وعلوم الكمبيوتر، ومن بينها العلوم الهندسية والكيمياء التي دخلت في تصنيف أعلى 0.1٪ على مستوى العالم. اختيرت جامعة هونان في تشرين الأول/أكتوبر 2020 لتكون الجامعة الوطنية بين الدفعة الأولى من 30 جامعة تجريبية لبرنامج إدارة الصين الوطنية للملكية الفكرية ووزارة التعليم الصينية.

## التصنيف والسمعة
- صنفت مجلة تايمز للتعليم العالي لعام 2008 في تصنيفات الجامعات العالمية جامعة هونان في المرتبة 15 في الصين.[15]
- في التصنيف الأكاديمي لجامعات العالم لعام 2020، صُنّفت جامعة هونان في المرتبة 201-300 في العالم و48-77 في آسيا وأوقيانوسيا.
- صنفت صحيفة يو إس نيوز جامعة هونان في المرتبة 252 على مستوى العالم، والمرتبة 33 في آسيا والمرتبة 14 في الصين، في تخصصات الهندسة الميكانيكية، والكيمياء، والهندسة المدنية، والهندسة الكهربائية والإلكترونية، والتكنولوجيا الحيوية وعلم الأحياء الدقيقة التطبيقي. صُنّفت تخصصات الطاقة والوقود والهندسة والهندسة الكيميائية وعلم النانووتكنولوجيا ضمن أفضل 100 جامعة على مستوى العالم في تصنيفات أفضل الجامعات العالمية لعام 2021، كما أنها تحتل المرتبة 172 في علوم الكمبيوتر، والمرتبة 250 في الاقتصاد والأعمال، والمرتبة 169 في علم الأحياء والكيمياء الحيوية، والمرتبة 142 في علم البيئة، والمرتبة 115 في علوم المواد والمرتبة 208 في الرياضيات حسب نفس الترتيب.
- في تصنيفات الجامعات العالمية (مجلة التايمز للتعليم العالي) لعام 2020، صُنّفت جامعة هونان في المرتبة 401-500 على مستوى العالم، والمرتبة 79 في البلدان الناشئة، والمرتبة 73 في آسيا والمرتبة 14 في الصين.[16] تحتل المرتبة 176-200 عالميًا في موضوعات الأعمال والاقتصاد والهندسة والتكنولوجيا و251-300 عالميًا في موضوعات علوم الحياة والعلوم الفيزيائية وفقًا لنفس الترتيب.[17]
- صُنّفت جامعة هونان ضمن أفضل 100 جامعة عالميّة في العديد من المجالات والموضوعات المحددة. في التصنيف الأكاديمي لجامعات العالم 2020، تحتل جامعة هونان المرتبة 17 عالميًا في الهندسة المدنية، والمرتبة 24 في الاستشعار عن بعد، والمرتبة 34 في علوم وتكنولوجيا الأدوات، والمرتبة 40 في الهندسة الكيميائية، والمرتبة 45 في التكنولوجيا الحيوية، والمرتبة 51-75 في الكيمياء، والمرتبة 51-75 في الهندسة الميكانيكية، والمرتبة 51-75 في علوم وهندسة الطاقة.